# André Diniz
André Diniz Fernandes (Rio de Janeiro, 5 de setembro de 1975) é um quadrinista brasileiro.
Diniz começou a trabalhar com quadrinhos em 1994 com o fanzine Grandes Enigmas da Humanidade, que chegou a ter uma tiragem de 5 000 exemplares.

## Biografia
André Diniz nasceu no Rio de Janeiro, em 1975. Seu primeiro trabalho profissional foi entre 1997 e 1998, quando participou de dois projetos da Taquara Editorial: Tiririca em Quadrinhos e O Estranho Mundo de Zé do Caixão, adaptações para os quadrinhos, respectivamente, do palhaço Tiririca e o personagem Zé do Caixão, de José Mojica Marins. Em 1999, André lançou seu primeiro quadrinho independente: Subversivos, sobre a resistência armada contra a ditadura militar brasileira.
Em 2000, criou a Editora Nona Arte, inicialmente destinada a publicar seus próprios trabalhos, mas que depois passou a publicar livros de outros quadrinistas independentes. O primeiro romance gráfico lançado pela Nona Arte foi Fawcett (desenhos de Flavio Colin), baseado em Percy Fawcett, o segundo foi Subversidos - Companheiro Germano (desenhos de Laudo Ferreira Jr.). Ambos os livros têm roteiro de André. Em 2001, Fawcett ganhou o Troféu HQ Mix e o Prêmio Angelo Agostini, respectivamente nas categorias Melhor Graphic Novel Nacional e Melhor Lançamento.
A Nona Arte disponibilizava seus quadrinhos em formato digital através de arquivos PDF gratuitos, mesmo quando havia versão impressa paga. Entre 2000 e 2005, quando a editora foi fechada, foram mais de 80.000 downloads de diversos quadrinhos. A editora ganhou o Troféu HQ Mix na categoria "melhor website de quadrinhos" de 2002 a 2006 e na categoria Editora do Ano em 2003, dividindo o prêmio com a Panini Comics.
Entre 2002 e 2004, André e Antonio Eder publicaram o fanzine Informal, que trazia histórias em quadrinhos curtas de diversos artistas independentes. Em 2003, o fanzine ganhou o Troféu HQ Mix na categoria "melhor fanzine". Outros prêmios ganhos por André foram: Troféu HQ Mix de melhor roteirista em 2004, 2010 e 2012; Troféu HQ Mix de destaque internacional em 2013, 2014 e 2015; Prêmio Angelo Agostini de melhor roteirista em 2001; e Troféu Jayme Cortez em 2004.
Um dos principais trabalhos de Diniz é o romance gráfico Morro da Favela, que conta a história do fotógrafo brasileiro Maurício Hora, que cresceu no Morro da Providência, a primeira favela do Rio de Janeiro. O livro ganhou o Troféu HQ Mix de 2012 como Melhor Edição Especial Nacional e foi publicado em Portugal, Reino Unido (como Picture a Favela) e França (com o nome Photo de la Favela). Em 2017 e 2018, publicou respectivamente, o romance gráfico Olimpo Tropical (com Laudo Ferreira Jr.) e a adaptação de O Idiota, de Fiódor Dostoiévski, ambos publicados no Brasil e em Portugal.

## Publicações
- Subversivos (independente, 1999);
- Subversivos - Companheiro Germano (desenhos de Laudo Ferreira Jr., arte-final de Omar Viñole, Nona Arte, 2000);
- Fawcett (desenhos de Flavio Colin, Nona Arte, 2000);
- Subversivos - A Farsa (desenhos de Marcos Paz, Nona Arte, 2001);
- 31 de Fevereiro (Nona Arte, 2001);
- A Classe Média Agradece (Nona Arte, 2003);
- Chalaça, o Amigo do Rei (desenhos de Antonio Eder, Conrad Editora, 2005);
- Ponha-se na Rua (desenhos de Tiburcio, Franco Editora, 2006);[24]
- Chico Rei (Franco Editora, 2006);[24]
- Collections História do Brasil em Quadrinhos, História Geral em Quadrinhos e Filosofia em Quadrinhos (12 volumes) (2008);
- 7 Vidas (desenhos de Antonio Eder, Conrad Editora, 2009);[25]
- Ato 5 (desenhos de José Aguiar, independente, 2009);
- O Quilombo Orum Aiê (Galera Record, 2010);
- MSP +50 – Mauricio de Sousa por Mais 50 Artistas (vários artistas, Panini Comics, 2010);
- Morro da Favela (Leya Brasil/Barba Negra, 2011);[20]
- A Cachoeira de Paulo Afonso (Pallas, 2011);
- O Negrinho do Pastoreio (Ygarapé, 2012);
- Z de Zelito (Desiderata, 2013);
- Homem de Neanderthal (Desiderata, 2013);
- Duas Wikidatas (desenhos de Pablo Mayer, Giz Editora, 2013);
- Que Deus Te Abandone (desenhos de Tainan Rocha, SESI-SP Editora, 2015);
- Quando a Noite Fecha os Olhos (desenhos de Mario Cau, independente, 2015);
- Mako (Jupati Books, 2016);
- Olimpo Tropical (desenhos de Laudo Ferreira Jr., Jupati Books, 2017);
- Matei Meu Pai e Foi Estranho (Jupati Books, 2017);
- O Idiota (Companhia das Letras, 2018);
- Revolta da Vacina, DarkSide Books, 2021.